# Duguetia confusa
Duguetia confusa är en kirimojaväxtart som beskrevs av Paulus Johannes Maria Maas. Duguetia confusa ingår i släktet Duguetia och familjen kirimojaväxter. Inga underarter finns listade i Catalogue of Life.